# Río Mulatos (Ecuador)
Der Río Mulatos (im Oberlauf auch Río Langoa) ist der etwa 74 km lange rechte Quellfluss des Río Jatunyacu in der Provinz Napo in Ecuador.

## Flusslauf
Der Río Mulatos entspringt in der Cordillera Real, 20 km südlich des Cotopaxi, auf einer Höhe von etwa 4000 m. Er fließt anfangs in überwiegend ostsüdöstlicher Richtung durch das Bergland. Auf den letzten 25 km fließt der Río Mulatos nach Osten und durchschneidet den Gebirgskamm der Cordillera Real. Schließlich trifft der Río Mulatos auf den von Norden kommenden Río Verdeyacu, mit dem er sich zum Río Jatunyacu vereinigt.

## Einzugsgebiet
Das Einzugsgebiet des Río Mulatos umfasst ein Areal von etwa 960 km². Es erstreckt sich über die Cordillera Real südlich des Vulkans Quilindaña und grenzt im Westen und im Süden an das Einzugsgebiet des Río Pastaza bzw. dessen Quellfluss Río Patate (Río Cutuchi).